# 삼성 갤럭시 탭 S9
삼성 갤럭시 탭 S9(영어: Samsung Galaxy Tab S9)은 삼성전자가 개발, 판매한 안드로이드 기반 태블릿 시리즈이다. 2023년 7월 26일 삼성 갤럭시 언팩 행사에서 공개되었으며, 갤럭시 탭 S8 시리즈의 후속작이다.